# Ада амазонійський
А́да амазонійський (Knipolegus poecilocercus) — вид горобцеподібних птахів родини тиранових (Tyrannidae). Мешкає в Амазонії.

## Поширення і екологія
Амазонійські ади живуть в заболочених лісах Бразилії, Колумбії, Еквадору, Венесуели, Перу і Гаяни.